# Occitània (revista)
Occitània va ser una revista catalanooccitana, editada a Barcelona i a Tolosa de Llenguadoc, creada al gener de 1905 per l'escriptor català Josep Aladern i l'occità Prospèr Estieu, amb el subtítol revista literària y social de les terres de Llengua d'Oc.
Perpetua una llarga tradició de relacions entre occitans i catalans (originada per Víctor Balaguer i Frederic Mistral), volia crear lligams entre escriptors occitans i catalans tenia com a subtítol: "revista literària y social de les terres de Llengua d'Oc". La revista, que sortia cada mes, no passà mai de tenir una tirada superior a una cinquantena d'exemplars. Es va aturar al cap de deu números (a l'octubre del 1905).
Hi col·laboraren per banda catalana l'escriptor Àngel Guimerà, l'alguerès Joan Pais, Eugeni d'Ors, el mallorquí Miquel Costa i Llobera i el valencià Teodor Llorente i pels occitans Antonin Perbòsc i Loís Funèu entre d'altres.